# Władysław Szulczewski (kierowca)
Władysław Szulczewski (ur. 23 maja 1928 w Sarnowej, zm. 16 lipca 1994) – polski żużlowiec i kierowca wyścigowy.

## Życiorys
W 1948 roku był żużlowcem Motoklubu Rawicz. W latach 1949–1952 reprezentował natomiast Włókniarza Częstochowa, z którym w 1950 wywalczył awans do I ligi.
Po 1952 roku zarzucił uprawianie żużla i rozpoczął ściganie się samochodami. Początkowo używał pojazdu SAM z silnikiem Simca. Tym samochodem w 1957 roku zajął trzecie miejsce w klasyfikacji WSMP (kl. do 750 cm³), natomiast w sezonie 1960 był wicemistrzem. Od 1961 roku używał samochodów marki Rak. W 1964 roku zdobył drugie miejsce w klasyfikacji Formuły 3, a rok później – trzecie. Ponadto w latach 1962–1965 uczestniczył we Wschodnioniemieckiej Formule Junior/3.
Zajmował się również sportami samolotowymi. Zmarł w 1994 roku. Został pochowany na cmentarzu św. Rocha w Częstochowie.